# Yvonne Oddon
Yvonne Oddon, née le 18 juin 1902 à Gap et morte le 7 septembre 1982 à Saint-Mandé, est une bibliothécaire et résistante-déportée française. Elle fait sa carrière au musée de l'Homme et participe durant la guerre au Réseau du musée de l'Homme.

## Biographie

### Formation
Yvonne Oddon naît en 1902 dans une famille protestante originaire du Diois, dans la Drôme,. Son père, officier de carrière, meurt en 1920 des suites de ses blessures de guerre. Elle fait ses études secondaires à Gap et Grenoble, devient pendant une année lectrice au pays de Galles, puis est admise comme élève à l'école américaine de bibliothécaires à Paris, rue de l'Élysée, fondée en 1924 par l'American Library Association,.
Elle poursuit sa formation durant deux ans à l'université du Michigan aux États-Unis. Elle écrit dans la Revue des Bibliothèques : « Il faut avoir visité quelque grande université américaine […] et avoir vécu dans cette atmosphère de vie intense et coordonnée pour saisir toute l'importance qu'y prend la bibliothèque. » À son retour en France, elle mobilise l'expérience qu'elle a acquise au cours de ce voyage pour conseiller ses collègues au sein du Comité américain pour les régions dévastées en France (CARD, American Committee for the Devastated France) sur la configuration des bibliothèques dans la région de l'Aisne. Plus particulièrement, elle encourage une autre membre du comité, Victorine Vérine, à utiliser un bibliobus pour répondre à la demande en livres de la population locale. Leurs efforts permettent de mettre en place le premier bibliobus de France à Soissons, en 1933. Ensemble, elles ont aussi élaboré des projets d'organisation de la lecture publique en France.

### Bibliothécaire du musée d'ethnographie du Trocadéro et du musée de l'Homme

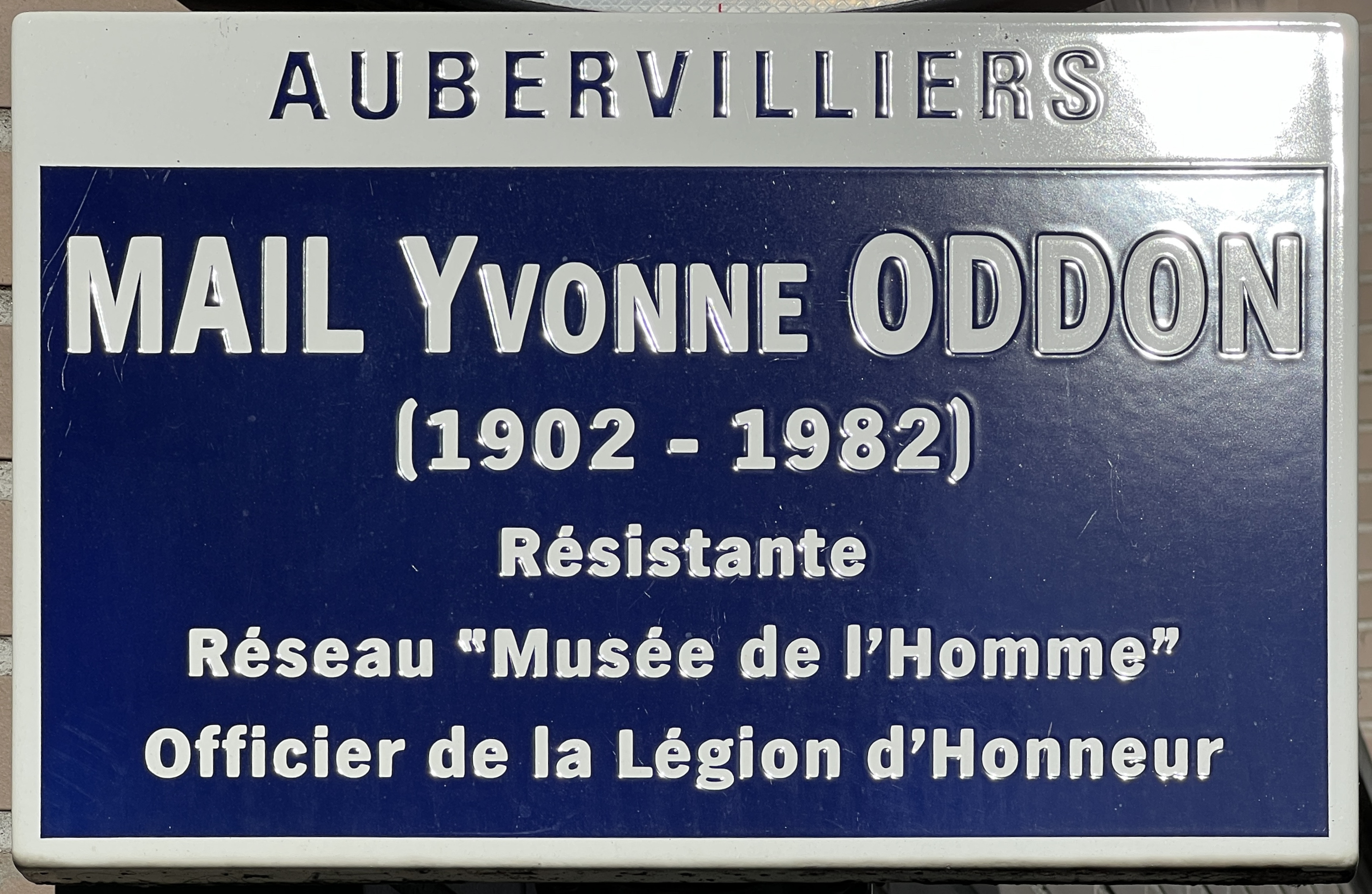
Plaque du mail Yvonne-Oddon, Aubervilliers.

Elle est recrutée, sur les conseils de David David-Weill par Georges-Henri Rivière comme bibliothécaire du Musée d'Ethnographie du Trocadéro en 1929 tout en continuant des activités de conseil pour les bibliothécaires et en occupant des responsabilités à l'Association des bibliothécaires français. Yvonne Oddon approfondit son savoir-faire sur les bibliothèques universitaires aux États-Unis, à la faveur d'une bourse de la fondation Rockefeller. Elle y suit un stage de huit mois, du 1er novembre 1934 au 1er août 1935, durant lequel elle noue des relations durables avec la Bibliothèque du Congrès et la Smithsonian Institution.
En 1937, le musée d'ethnographie du Trocadéro devient musée de l'Homme et s'installe dans de nouveaux locaux. Yvonne Oddon intervient sur les plans de la bibliothèque du musée pour y imposer les standards américains en matière d'architecture de bibliothèque et surveille elle-même l'avancée des travaux en logeant sur place. Elle insiste par exemple pour que la bibliothèque occupe l'étage supérieur et qu'elle soit dotée d'une terrasse dominant la Seine. Par ailleurs, elle met à disposition des ouvrages et des outils portant sur le libre accès, des périodiques et des dossiers documentaires pour aider les usagers dans leur recherche. De plus, elle établit un réseau pour échanger facilement des périodiques et elle publie un bulletin bibliographique ayant pour sujet l'anthropologie et l'ethnographie. La bibliothèque, ouverte au public et classée méthodiquement (suivant une adaptation de la classification de la Bibliothèque du Congrès) représente un tournant dans la gestion des bibliothèques d'étude. Une photothèque s'installe également au musée de l'Homme et rassemble la documentation photographique classée par Yvonne Oddon et Thérèse Rivière.
D'autre part, pour l'Exposition universelle de 1937, elle est chargée, avec son collègue de l'école de la rue de l'Élysée, B. Reitman, d'organiser la section « Bibliothèques ».
Finalement, le 17 février 1983, pour honorer le travail d'Yvonne Oddon, l'Association des résistants de 1940 et le musée de l'Homme donnent son nom à l'entrée de la bibliothèque et à la salle de lecture.

### Résistance et déportation
Yvonne Oddon se désole de « supporter de voir épurer les bibliothèques de documentation » et de constater que « tant de siècles après l'inquisition, il [est] aussi facile de brûler des lecteurs que les livres ! ».
C'est pourquoi en 1940 elle est à l'initiative de la création du « Réseau du Musée de l'Homme » avec ses collègues Boris Vildé linguiste et Anatole Lewitsky anthropologue qui est aussi son compagnon. Le groupe clandestin se spécialise d'abord dans l'organisation l'évasion des prisonniers et aviateurs puis dans la transmission de renseignements en Grande-Bretagne. À ce moment le groupe embryonnaire noue des liens avec des pompiers de Paris, des avocats, des patriotes bretons, un noyau de Béthune spécialisé en évasion et des intellectuels parisiens, notamment le groupe Les Français libres de France autour de Jean Cassou. Ce réseau s'associe rapidement à d'autres groupes de résistants. Le réseau, constitué d’au moins huit groupes distincts dont celui de Germaine Tillion, rédige et diffuse des textes de propagande anti-allemande. Boris Vildé s’impose comme chef de cette organisation. À la naissance de la publication du réseau en décembre 1940, Yvonne Oddon propose de lui attribuer un nom fédérateur : Résistance. Ce nom, choisi par Yvonne Oddon, rappelle l'inscription « Résister » attribuée à Marie Durand, emprisonnée au XVIIIe siècle en raison de sa foi protestante, et gravée sur la margelle du puits de la tour de Constance à Aigues-Mortes. Possédant peu de moyens, le groupe transporte une vieille machine du musée de l’homme vers un appartement inoccupé et à nouveau vers la chambre de Jean Paulhan pour ronéoter les numéros du journal. La première édition du 15 décembre 1940 s'intitule : « Résister, c’est déjà garder son cœur et son cerveau. Mais c’est surtout agir, faire quelque chose qui se traduise en faits positifs, en actes raisonnés et utiles ». Le journal Résistance sera publié cinq fois jusqu'en mars 1941. Le 10 février 1941, des participants du réseau de résistance sont arrêtés pour propagande anti-national-socialiste et aide à l'ennemi à la suite de la dénonciation entre autres de deux employés. Yvonne est enfermée à la prison du Cherche-Midi puis détenue à Fresnes. Germaine Tillion prend la place de chef du réseau jusqu'en 1942 où elle sera arrêtée à son tour. Le 7 février 1942, dix membres du réseau dont Anatole Lewistky sont condamnés à mort par la cour militaire allemande. En février, Yvonne écrit à une amie du musée qui a réussi à échapper à l’arrestation : « Pour moi, je ne m'en tirerai que parce que je suis une femme, ce qui est une injustice de plus ». Pour les trois femmes, Yvonne Oddon, Sylvette Leleu et Alice Simonet, la sentence est suspendue, leur peine de mort est commuée en déportation, et on leur attribue la mention « exécution suspendue ».
Elles sont déportées en Allemagne le 16 février 1942 avec huit autres femmes et treize hommes. À bord d'un wagon cellulaire de 3e classe grillagé, ils quittent la gare de l'Est à Paris. Pendant ce temps, le 23 février, Boris Vildé (arrêté deux mois après Yvonne), Anatole Lewitsky et les cinq autres hommes du réseau sont fusillés au Mont-Valérien à Paris.
Yvonne Oddon est incarcérée dans la prison de Karlsruhe, dans une installation pénitentiaire réservée aux femmes condamnées aux travaux forcés sous le régime NN (Nacht und Nebel, Nuit et brouillard). Le 16 mars 1942, Yvonne et ses deux compagnes sont transférées dans la prison d’Anath. Elles y effectuent notamment des travaux de broderie, de couture, de tricot et de vannerie. Elles se nourrissent d'épluchures, d'herbes sauvages ramassées dans les champs et de produits synthétiques qui les rendent malades. Les trois femmes seront envoyées successivement aux prisons de Lubeck et Cottbus, toujours spécialisées dans le travail des femmes. À cette occasion, elles inventent des chansons pour exprimer leur résistance face à l'oppression. C’est aussi une manière de poursuivre leur résistance en écrivant par exemple « Joyeux Transport », qui raconte l’histoire de détenues « victimes de l'infâme Gestapo », « Pour la gloire légitime de venger notre drapeau », unies par « un même amour de la France » et un « esprit de Résistance » qui « ne sera jamais dompté ». Lorsque la directive NN toucha à sa fin, les prisonnières furent remises à la Gestapo qui commanda leur transfert en camp de concentration. Yvonne Oddon est conduite au camp de Ravensbrück le 20 novembre 1944. « J'ai vu commettre des atrocités à nos camarades. Tous les matins, il y avait l'appel qui consistait à faire sortir tout le monde, même les malades, pieds nus dans la neige. Il fallait rester là pendant des heures. Parmi nous étaient des malades agonisants que nous devions porter et soutenir pendant la durée de l'appel. J'ai vu mourir des centaines de femmes du typhus et de la dysenterie, faute de soins. Quelques-unes étaient transportées dans un local qui servait d'hôpital ou bien étaient achevées. Tous les jours, les soldats allemands venaient chercher 150 ou 200 femmes qui allaient soi-disant en transport. Mais on ne les revoyait jamais. Je suis certaine qu'elles étaient passées dans les wagons à gaz. » Elle sera ensuite déportée au camp de Mauthausen : « Pour effectuer le trajet, nous sommes restées cinq jours et six nuits entassées dans des wagons à bestiaux, avec des vivres pour deux jours. Avant d'entrer, nous sommes restées 16 heures sous une tempête de neige, attendant les formalités d'entrée. À Mauthausen, nous mangions des pommes de terre crues que des camarades qui travaillaient aux champs nous apportaient. Les derniers jours de ma captivité, j'ai vu enfermer des femmes dans la chambre à gaz. »
Elle est libérée le 22 avril 1945 par la Croix-Rouge internationale. À la suite d'un échange négocié entre la Croix-Rouge et Heinrich Himmler, trois cents femmes françaises déportées parmi lesquelles se trouvent Yvonne Oddon et la Drômoise Cécile Goldet sont échangées contre cinq cents femmes allemandes. Ces femmes sont acheminées en Suisse par des camions appartenant à la Croix-Rouge, puis elles traversent la France en train. Yvonne Oddon arrive le 14 avril 1945 à la gare de Lyon. Par la suite, Yvonne Oddon devient membre active du conseil d'administration de l'Association des anciennes déportées et internées de la Résistance (ADIR) et vice-présidente de l'Association nationale des Résistants de 1940 pendant de nombreuses années.

### Après-guerre
Elle retrouve son poste au musée de l'Homme, titularisée bibliothécaire en 1946, avec effet rétroactif depuis 1941, elle y reste jusqu’à sa retraite en 1964. 
Confiante dans son adjointe, Denise Allègre, ancienne élève de l'école américaine de bibliothécaires et participante non arrêtée (comme plusieurs autres) du réseau « Résistance », elle souhaite participer le plus possible à ce qui va devenir le Conseil international des musées et passe une bonne partie de son temps à l'UNESCO, alors logée très près dans l'ancien hôtel « Majestic » où elle occupe un bureau et héberge les archives de Georges-Henri Rivière.
Elle effectue de nombreuses missions sous l'égide de l'Unesco (Haïti, 1949) et participe à l'organisation des conférences sur l'éducation de base de Malmö 1950 et Ibadan 1954.
Elle collabore activement avec Georges-Henri Rivière à la création de l'ICOM pour lequel elle exécute, après sa retraite de nombreuses missions. en particulier pour le Centre muséographique de Jos au Nigeria où elle assure un cours annuel et des visites de musées dans toute la région.
Son nom reste attaché au Guide du bibliothécaire, rédigé avec la participation des anciennes élèves de l'école américaine et publié en 1930 par Charles-Henri Bach sous le titre Guide du bibliothécaire amateur ; réédité en 1942 en l'absence d'Yvonne Oddon. Elle le reprend  après 1945, et le fait rééditer à de nombreuses reprises toujours sous leurs deux noms en l'augmentant considérablement, certaines éditions étant illustrées.

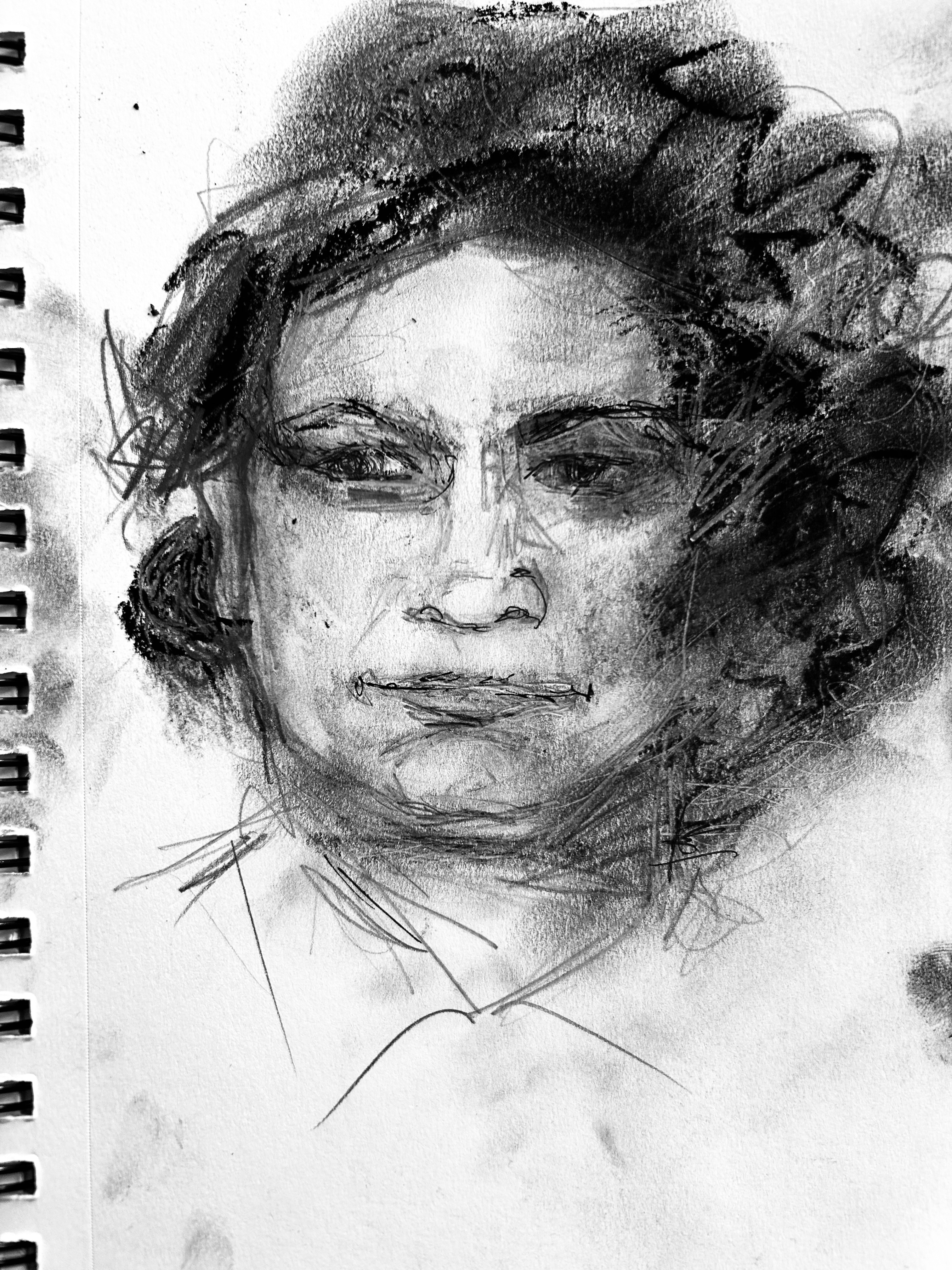
Yvonne Oddon (Portrait au crayon).

Une plaque rappelle son action à la médiathèque de Die, et la nouvelle bibliothèque du musée de l'Homme porte son nom.

### Sépulture
Elle meurt à Saint-Mandé le 7 septembre 1982 et est inhumée à Menglon.

## Décorations
- Commandeur de la Légion d'honneur (1980)[14],[4] ; Chevalier de la Légion d'honneur au titre de la Résistance elle est promue au grade d'officier à sa retraite.
- Médaille de la Résistance française avec rosette (décret du 12 juin 1946)[15]

## Publications
- « Histoire du développement de la bibliothèque du musée de l'Homme », Bulletin de la Société des Amis du Musée de l'Homme, janvier-mars 1957, p. 1-2.
- Sur les camps de déportés, Éditions Allia, Paris, 2021  (ISBN 979-10-304-1272-7)